# Bathgate (Dakota del Nord)
Bathgate és una població dels Estats Units a l'estat de Dakota del Nord. Segons el cens del 2000 tenia 66 habitants.

## Demografia
Segons el cens del 2000, Bathgate tenia 66 habitants, 25 habitatges, i 18 famílies. La densitat de població era de 79,6 habitants/km².
Dels 25 habitatges en un 32% hi vivien nens de menys de 18 anys, en un 68% hi vivien parelles casades, en un 4% dones solteres, i en un 28% no eren unitats familiars. En el 28% dels habitatges hi vivien persones soles el 8% de les quals corresponia a persones de 65 anys o més que vivien soles. El nombre mitjà de persones vivint en cada habitatge era de 2,64 i el nombre mitjà de persones que vivien en cada família era de 3,28.
Per edats la població es repartia de la següent manera: un 30,3% tenia menys de 18 anys, un 6,1% entre 18 i 24, un 33,3% entre 25 i 44, un 18,2% de 45 a 60 i un 12,1% 65 anys o més.
L'edat mediana era de 36 anys. Per cada 100 dones de 18 o més anys hi havia 84 homes.
La renda mediana per habitatge era de 36.250 $ i la renda mediana per família de 51.250 $. Els homes tenien una renda mediana de 37.750 $ mentre que les dones 17.083 $. La renda per capita de la població era de 13.593 $. Entorn del 8,7% de les famílies i el 4,5% de la població estaven per davall del llindar de pobresa.

## Poblacions més properes
El següent diagrama mostra les poblacions més properes.